# 210292 Mayongsheng
210292 Mayongsheng è un asteroide della fascia principale. Scoperto nel 2007, presenta un'orbita caratterizzata da un semiasse maggiore pari a 2,7543194 UA e da un'eccentricità di 0,0907163, inclinata di 8,12268° rispetto all'eclittica.